# Giovanni Pascoli
Giovanni Pascoli, né le 31 décembre 1855 à San Mauro di Romagna dans la province de Forlì-Cesena en Émilie-Romagne (Italie) et mort le 6 avril 1912 à Bologne, est un poète italien de langue latine et italienne.

## Biographie
Fils d'un père partisan de l'Unité italienne et d'une mère soutenant la souveraineté temporelle du pape, son enfance est marquée par l'assassinat de son père le 10 août 1867 et les morts prématurées de sa mère, sa sœur et deux de ses frères. Il est aussi traumatisé par le mariage de sa sœur préférée, Ida, car, à l'image de son père, il avait voulu reconstruire le « nido » (nid) familial avec elle et Maria
Il étudie d'abord au collège Raffaello d'Urbino ; il fréquente ensuite le lycée où il écrit ses premières compositions poétiques (Il pianto dei compagni, per la morte dell'allievo Pirro Viviani 1869 et Come studiò Raffaello 1870). Sa première œuvre, Myricae (1891), reflète son enfance mélancolique, mais aussi parfois joyeuse et apporte un renouveau du langage poétique italien, où il adopte une position humaniste dans sa vision du monde. Il fait la connaissance du poète Angiolo Orvieto à cette époque.
Étudiant à l'université de Bologne, il y rencontre son professeur et mentor, le poète Carducci à qui il succédera à la chaire de littérature italienne, ainsi que son meilleur ami Severino Ferrari. Il enseigne entre-temps dans plusieurs lycées de la Péninsule. Après l'attentat manqué de l'anarchiste Giovanni Passannante contre le roi Humbert Ier (1878), Pascoli écrit un poème en son honneur. Il lit son Ode à Passannante au cours d’une réunion des socialistes à Bologne mais, immédiatement après, déchire l'œuvre. Seuls les vers suivants sont connus : Con la berretta del cuoco, faremo una bandiera (« Avec le chapeau du cuisinier, nous ferons un drapeau »).
Ses premiers poèmes sont relativement simples et s'intéressent particulièrement à la vie domestique et à la nature, avec un grand raffinement formel. La remémoration du passé y tient toujours une grande place. Ses poèmes postérieurs partagent des thèmes similaires et reflètent sa connaissance de l'Antiquité classique. Ils auront une grande influence sur les poètes italiens postérieurs, qui ont incorporé ses thèmes mélancoliques et ses innovations formelles à leurs propres œuvres. Il a écrit à la fois en italien et latin (treize fois médaillé d'or au concours universel de poésie latine d'Amsterdam, le Certamen poeticum Hoeufftianum.). Dans cette dernière langue, il a composé l'hymne de la Corda Fratres étudiante en 1898. Il a également traduit la poésie anglaise et nombre de textes classiques (Lyra romana, Epos).
Seuls ses Poèmes conviviaux - mythe d'Ulysse, ont trouvé en France un certain écho (thèse et traduction d'A. Valentin, 1925). Voir aussi le poème long ("poemetto") Gog e Magog.
Le 22 septembre 1882 il est initié en franc-maçonnerie, dans la loge « Rizzoli de Bologne ». Son testament maçonnique autographe, retrouvé en 2002 (un petit triangle de papier à carreaux), a été vendu aux enchères en juin 2006 et acheté par le Grand Orient d'Italie.
Il décède en 1912 et est inhumé dans la chapelle de sa maison à Castelvecchio Pascoli, aux côtés de sa sœur Mariù.

## Œuvres
- Myricae (1891, 1re édition)
- Pensieri sull'arte poetica, dans Il Marzocco, 17 janvier, 7 mars, 21 mars et 11 avril 1897 (mieux connu sous le nom de Il fanciullino)
- Hymne de la Corda Fratres (1898)
- Canti di Castelvecchio (1903)
- Primi poemetti (1904)
- Poemi conviviali (1904)
- Odi e inni (1906)
- Nuovi poemetti (1909)
- Poemi del Risorgimento (1913)

## Traductions
- Baruffi, Alessandro (2017). The Poems of Giovanni Pascoli: Translated in English, with Original Italian Text. Philadelphia, PA: LiteraryJoint Press.
- Poèmes traduits en français par J.Ch. Vegliante (2009) :  ; complétés dans l'essai L'impensé la poésie, Paris, Mimésis, 2018.

## Biographie
- Pascoli, Pazzaglia Mario
- Pascoli, una biografia critica, Alice Cencetti (Florence, Le Lettere, 2009)

## Critique et analyse
- Un percorso di lettura attraverso i "Poemi conviviali"
- Giovanni Pascoli, Poetica e poesia, actes de colloque de l'Institut Culturel italien de Paris (http://www.iicparigi.esteri.it/IIC_Parigi)
- Giovanni Pascoli et la modernité - Questionnements poétiques, journée d'études organisée à la Sorbonne Nouvelle par Y. Gouchan et J.Ch. Vegliante (http://circe.univ-paris3.fr/publications.html) ; pré-publication CIRCE n°17, Paris
- Jean-Charles Vegliante, Prise en mots, sens (lexique de Pascoli), "Chroniques Italiennes" 2011, Web 19, Paris
- G. Pascoli, L'impensé la poésie (Choix de poèmes 1890-1911), prés. et trad. J.-Ch. Vegliante, Paris - Sesto S.Giovanni, 2018